# نعليا
نعليا هي قرية فلسطينية في قضاء غزة. وقد أخليت من سكانها أثناء حرب 1948 في 4 نوفمبر 1948 في إطار العملية العسكرية يوآف (يوآب) وقد كان يدافع عن القرية الجيش المصري.

## الموقع
نعليا على ارتفاع 50م عن سطح البحر وعلى بُعد 19 كم من شمال شرق غزة وعلى مسافة 3 كم إلى الجنوب الغربي من المجدل. وتربط نعليا بالمجدل والجورة والخصاص والجية وبربرة وهربيا طرق فرعية.

## المنافع والسكان
شيدت معظم بيوتها من اللبن؛ وكان فيها بعض الحوانيت؛ وكشف تعداد 1596 يبلغ عدد سكانها 440، وبحلول عام 1945 زاد هذا العدد إلى 1310.
حضر الطلاب نعليا مدرسة في مدينة المجدل. تم بناء مدرسة في قرية في عام 1948 قبل وقت قصير من الحرب لم تفتح من قبل. وكان في القرية مسجد وقبور الناس الذين لقوا حتفهم في حين تقاتل الحروب الصليبية.

## الزراعة في القرية
تشتهر القرية بزراعة أشجار الفاكهة (الزيتون - الموالح) مساحة أراضي نعليا 5233 دونم منها 188 دونم للطرق والوديان و1084 دونم كانت تزرع بالبرتقال.

## مشاهير من القرية
- د. نزار عبد القادر ريان - القيادي بحركة المقاومة الإسلامية حماس.[10]
- أبو عبيدة - المتحدث الرسمي باسم كتائب الشهيد عزالدين القسام الجناح العسكري لحركة حماس.[11]
- د. إياد صالح الكحلوت - طبيب وجراح مقيم في ألمانيا.[12]
- أحمد أبو حسين [13] - صحفي - قتل أثناء تغطيته لمظاهرة على طول حدود غزة في مسيرات العودة.[14][15]